# Sankt Marien
Sankt Marien là một đô thị ở district Linz-Land bang Oberösterreich, nước Áo. Đô thị này có diện tích 38 km², dân số thời điểm ngày 31 tháng 12 năm 2005 là 4550 người.